# Евфрасий Клермонский

Церковь Франкского государства при Меровингах

Евфра́сий Клермо́нский (лат. Euphrasius, фр. Eufrasius; умер в 515) — местночтимый святой Клермонской архиепархии Католической церкви (день памяти — 15 мая), епископ Клермона в 491—515 годы.

## Биография
Святой Евфрасий, исповедовавший ортодоксальное христианство никейского толка, в 491 году был избран двенадцатым или тринадцатым епископом Клермона, став на этой кафедре преемником святого Апрункула. Город Клермон в то время входил в Вестготское королевство, государственной религией которого было арианство. Известно, что в конце V — начале VI века целый ряд епископов-ортодоксов подвергся преследованиям со стороны вестготов, однако в исторических источниках об отношениях Евфрасия и светских властей королевства в первые годы его управления епархией сведений не сохранилось.
11 сентября 506 года в Агде состоялся церковный собор ортодоксальных епископов из подвластных вестготам областей Галлии. Он был созван по инициативе короля Алариха II, стремившегося заручиться поддержкой епископов-ортодоксов в преддверии назревавшего военного конфликта с правителем Франкского государства Хлодвигом I. Агдский собор стал первым собором в одном из варварских государств, созванным при поддержке королевской власти. Председательствовал на соборе архиепископ Арля святой Цезарий. В соборе участвовали 24 епископа, ещё 10 иерархов (в том числе, и Евфрасий Клермонский, которого представлял диакон Паулин) были представлены своими легатами. Неучастие Евфрасия в соборе позволило ему избежать личного изъявления преданности королю-арианину, в то время как другие епископы должны были коленопреклоненно молить Бога о продлении жизни Алариха II и благополучии его правления. Участники собора приняли 48 канонов, в основном, направленных на укрепление церковной дисциплины.
В 507 году, после разгрома вестготов франками в битве при Вуйе, Клермон был присоединён к Франкскому государству. Клермонское епископство было в это время одной из богатейших епархий королевства, монарх которого, Хлодвиг I, исповедовал ортодоксальное христианство. О богатстве этой епархии сообщал и Григорий Турский: повествуя о епископе Родеза святом Квинциане, между 508 и 511 годами бежавшем из-за своей симпатии к франкам от мести вестготов в Клермон, историк указывал, что за счёт средств своего епископства Евфрасий не только с честью принял у себя изгнанника, но и одарил того значительной собственностью.
10 июля 511 года Евфрасий Клермонский принял участие в Орлеанском соборе, созванном епископом Реймса святым Ремигием при поддержке короля Хлодвига I. В соборе участвовали 32 епископа из почти всех епархий Франкского государства. В актах собора имя святого Евфрасия стоит на втором месте в общем списке епископов, что говорит о том, что в это время он был вторым из всех иерархов королевства по продолжительности управления кафедрой. На Орлеанском соборе были приняты 30 канонов, в том числе, подтверждающие решения Агдского собора 506 года.
Святой Евфрасий скончался в 515 году, на двадцать пятом году управления своей епархией. Один из старинных клермонских мартирологов называет датой его смерти 14 января, но большинство исторических источников считают этой датой 15 мая. Преемником Евфрасия на кафедре Клермона стал Аполлинарий, купивший сан епископа у короля Австразии Теодориха I. Однако уже через три или четыре месяца он умер и новым епископом Клермона был избран святой Квинциан, бывший епископ Родеза.